# Сулима Сергій Олексійович
Сергі́й Олексі́йович Сулима́ (9 жовтня 1980, м. Луцьк, нині Україна — 3 квітня 2021, поблизу с-ща Шуми, Україна) — український військовик, учасник російсько-української війни.

## Життєпис
Сергій Сулима народився 9 жовтня 1980 року у місті Луцьку.
Закінчив загальноосвітню школу та вище професійне училище м. Луцька. Проходив строкову службу.
Протягом 2015–2016 років проходив службу у ЗС України за мобілізацією. У жовтні 2020 року підписав контракт у складі одного з підрозділів 10-ї гірсько-штурмової бригади «Едельвейс». 26 березня 2021 року разом з сержантами Світланою Земліною та Олексієм Косташеком кинувся на допомогу пораненим українським військовикам поблизу селища Шумів Донецької області, де з побратимами потрапив під обстріл.
Загинув під час відступу 3 квітня 2021 року внаслідок підриву на ворожій міні в районі селища Шуми на Донеччині. Похований на кладовищі у селі Гаразджа Волинської області.

## Нагороди та відзнаки
- 7 квітня 2021 року указом Президента України № 149/2021, — за особисту мужність і самовіддані дії, виявлені у захисті державного суверенітету та територіальної цілісності України, — нагороджений орденом Богдана Хмельницького III ступеня[3].